# God of War: Ragnarök
God of War: Ragnarök (с англ. — «Бог войны: Рагнарёк»; в официальной русской локализации — «God of War: Рагнарёк») — компьютерная игра в жанре action-adventure с элементами hack and slash, разработанная компанией Santa Monica Studio и изданная Sony Interactive Entertainment. Является девятой игрой в серии God of War и прямым сюжетным продолжением игры God of War, вышедшей в 2018 году. Выход игры состоялся 9 ноября 2022 года для PlayStation 4 и PlayStation 5, а 19 сентября 2024 года игра была портирована на Windows.
Сюжет игры, как и сюжет предыдущей игры серии, построен вокруг дальнейших приключений главных героев — Кратоса и его сына Атрея в мире скандинавской мифологии; действие игры разворачивается на территории древней Норвегии. Игра положит начало событиям Рагнарёка, которые приводят к гибели многих скандинавских богов и предполагаемому концу света.

## Сюжет
Спустя три года после окончания событий предыдущей игры, Кратос и Атрей живут в своём доме в Мидгарде, ожидая завершения Фимбулвинтера и наступления великой битвы. Попав в засаду Фрейи по возвращении с охоты, дома они находят своего волка Фенрира на смертном одре. Атрей, сам того не ведая, использует магию ётунов (йотунов), чтобы переместить душу волка в свой нож, а после превращается в гигантского медведя и нападает на отца. В дом Кратоса является Тор — тем самым, сбывается сон Атрея трёхлетней давности — вместе со своим отцом Одином. Они предлагают Кратосу сделку — Атрей отказывается от поисков Тюра, скандинавского бога войны, а Тор и Один разрешают им спокойно жить в Мидгарде. Кратос отказывается от предложения и после схватки с Тором скрывается в доме гномов-кузнецов Брока и Синдри на дереве Иггдрасиль.
Кратос и Мимир неохотно отправляются с Атреем в Свартальфхейм чтобы найти там Тюра, подсказку об участии в Рагнарёке которого нашёл Атрей. Там они находят пророчество, которое отличается от пророчества о Рагнарёке — в нём уничтожают только Асгард, а остальные миры сохраняются, во главе с чемпионом, предположительно, Атреем, названным по имени, которое хотела дать ему мать — Локи. Освобождённый Тюр не хочет воевать — из-за длительного заключения он утратил веру в войну. Кратос не поддерживает желание Атрея принимать участие в битве и ссорится с сыном. Атрей засыпает и во сне переносится в Ётунхейм, где великанша Ангрбода показывает ему фреску, которую ранее видел только Кратос — предположительная смерть Кратоса и Атрей, вставший на сторону Одина в Рагнарёке. Там же он узнает о судьбе всех ётунов — спасаясь от гнева Одина, они переместили свои души в камни, которые хранила Ангрбода, и теперь отдаёт их Атрею.
Выясняется, что Атрей отсутствовал два дня, и пришёл в себя в их доме в Мидгарде, где Кратос его отыскал. Там же на них снова нападает мстящая за смерть Бальдра Фрейя, которая вскоре примиряется с Кратосом, обещавшим помочь ей снять проклятие Одина, заточившее её в Мидгарде. Фрейя, которая нашла способ путешествовать между мирами в образе сокола, и Кратос отправляются в Ванахейм, чтобы снять проклятие, где убивают Нидхёгг и встречают брата Фрейи, Фрейра. По возвращении Кратос снова ссорится с Атреем, и тот убегает в Асгард, чтобы найти способ предотвратить смерть отца в Рагнарёке. В Асгарде Атрей помогает Одину и Тору найти части древней маски, при помощи которой можно заглянуть в трещину между мирами, и в процессе поисков случайно выпускает волка Гарма из Хельхейма, который разрывает дыры между мирами, наводняя их воинами из мира мёртвых. Тем временем, Кратос и Фрейя в поисках Атрея, посещают норн, которые говорят, что Атрея убьёт Хеймдалль. Брок и Кратос делают оружие, способное убить Хеймдалля — копьё из кольца Драупнир. Атрей возвращается к Кратосу и они вместе отправляются в Хельхейм, чтобы остановить Гарма. Атрей переселяет душу Фенрира из ножа в тело Гарма.
Фрейра похищают Асы, и Кратос, Атрей, Мимир, Тюр и Фрейя отправляются в Ванахейм спасать его. Кратос убивает Хеймдалля с помощью копья, тем самым начиная Рагнарёк, и забирает его рог, Гьяллархорн. Зная об одержимости Одина древней маской, Атрей с согласия отца решает возвратиться в Асгард и закончить её поиски. Собрав маску в Нифльхейме, Атрей забирает её и убегает, спасаясь от Тора, который решил его убить несмотря на запрет Одина. В доме Брока и Синдри Атрей отдаёт маску Тюру, который говорит, что знает секретный ход в Асгард. Неожиданное желание Тюра участвовать в войне вызывает недоверие Брока. Выясняется, что Тюр всё это время был замаскированным Одином; он убивает Брока, но не успевает украсть маску. Оплакивая смерть брата, Синдри ссорится с Кратосом и Атреем, но всё же соглашается помочь им собрать армию двергов, чтобы совершить Рагнарёк. Кратос отправляются в Муспельхейм на поиски Сурта, а остальные — в свои миры для сбора войска.
В храме Тюра в Мидгарде, Кратос, командующий армиями девяти миров, трубит в Гьяллархорн и начинает осаду Асгарда. Сиф и Труд, жена и дочь Тора, переходят на сторону Кратоса и Атрея, эльфы и ваны оказываются отрезаны, а остальная армия отвлекается спасением мирных мидгарцев от Сурта. В битве с Тором Кратос практически переубеждает того быть оружием в руках отца, но Один убивает Тора за отказ сражаться. Один бьётся с Кратосом, Атреем, Фреей и Мимиром, но терпит поражение, когда Атрей разбивает маску. Атрею удаётся заключить душу Одина в камень, но Синдри его разбивает в качестве отмщения за смерть брата. Сурт уничтожает Асгард, и Фрейр жертвует собой, давая возможность остальным сбежать с помощью Ангрбоды и Фенрира.
Фимбулвинтер в Мидгарде заканчивается. Ангрбода показывает Атрею и Кратосу ещё одну фреску, которую жена Кратоса уничтожила, чтобы дать им возможность самим вершить свою судьбу. Атрей решает уйти с Ангрбодой искать оставшихся ётунов; отец и сын прощаются. Кратос находит ещё одно предсказание, где он становится всеотцом девяти миров, и вместе с Мимиром и Фрейей отправляется восстанавливать королевства после войны. Уцелевшие асы заключают мир с ванами и переселяются в Ванахейм. Труд становится новой владелицей Мьёльнира. Кратос, Фрейя и Мимир освобождают настоящего Тюра из тюрьмы в Нифльхейме. Брока хоронят в Свартальфхейме, и все посещают его похороны.

## Актёрский состав
- Кристофер Джадж — Кратос
- Санни Салджик — Атрей / Локи
- Даниэль Бисутти[англ.] — Фрейя
- Роберт Крейгхед — Брок
- Адам Хэррингтон — Синдри
- Алистер Дункан[англ.] — Мимир
- Лайя Хейс — Ангрбода
- Ричард Шифф — Один
- Райан Хёрст — Тор
- Мина Сандуолл — Труд
- Бен Прендергаст — Тюр
- Скотт Портер — Хеймдалль
- Бретт Далтон — Фрейр
- Дебора Энн Уолл — Фэй

## Разработка

### Анонс и выпуск
Ещё до официального анонса о возможной разработке продолжения стало известно вскоре после того, как креативный директор Кори Барлог в одном из интервью подтвердил, что God of War 2018 года не станет последней игрой для главного героя Кратоса, и что сеттинг будущей игры серии по-прежнему будет основан на скандинавской мифологии и будет включать Атрея, сына главного героя. Вскоре после данных заявлений, команда разработчиков неоднократно намекала о скором анонсе сиквела. Так, например, в конце игры God of War упоминается приближение Фимбулвинтера — трёхлетней зимы, за которой следует Рагнарёк, конец света в скандинавской мифологии. Помимо основного финала, в игре также присутствует секретная концовка, в которой можно увидеть, как главные герои в сновидении встречают незнакомого гостя возле своего дома. Им оказывается скандинавский бог Тор, который, возможно, будет противостоять Кратосу и Атрею в следующей игре.
В апреле 2019 года Santa Monica Studio в очередной раз упомянула о продолжении, когда выпустила динамическую тему для God of War с изображением главных героев на лодке, на которой можно было заметить руны, изображающие надпись Ragnarök is coming. В том же месяце Кори Барлог опубликовал серию сообщений в своём Твиттере, в которых рассказал о процессе разработки God of War, вышедшей в 2018 году. Публикации содержали не только сведения о разработке, но и секретное послание, которое можно было расшифровать как Ragnarök is coming, опять-таки напрямую намекая о том, что скорый анонс приближается.
Некоторое время спустя, 16 сентября 2020 года, окончательно состоялся официальный анонс игры в рамках презентации PlayStation 5 Showcase, на которой был показан краткий тизер-трейлер с надписью Ragnarök is coming, тем самым подтверждая основную тему игры, о которой разработчики намекали долгое время. Из представленного трейлера также стало известно, что выход игры запланирован на 2021 год эксклюзивно для игровой приставки PlayStation 5.
2 июня 2021 года стало известно о переносе игры на 2022 год. Также была анонсирована версия для PlayStation 4.
В сентябре 2021 года во время мероприятия PlayStation Showcase 2021 был показан трейлер игрового процесса, в котором также были показаны некоторые кат-сцены непосредственно из игры. В представленном трейлере также было подтверждено точное название игры, которое до этого оставалось неизвестным с момента её анонса. Уже после мероприятия PlayStation Showcase 2021 стало известно, что Эрик Уильямс, который ранее работал над серией God of War, был утверждён в качестве руководителя проекта, а Кори Барлог выступит в качестве его продюсера.
6 июля 2022 года был выпущен кинематографичный трейлер и было объявлено, что релиз игры состоится 9 ноября 2022 года.

## Восприятие

### Отзывы и критика
| Сводный рейтинг       | Сводный рейтинг |
| Агрегатор             | Оценка          |
| --------------------- | --------------- |
| Metacritic            | 94/100          |
| OpenCritic            | 93/100          |
| «Критиканство»        | 89/100          |
| Иноязычные издания    |                 |
| Издание               | Оценка          |
| Destructoid           | 9/10            |
| Edge                  | 7/10            |
| EGM                   | [ 43 ]          |
| Eurogamer             | Рекомендовано   |
| Famitsu               | 36/40           |
| Game Informer         | 9,5/10          |
| GameSpot              | 9/10            |
| GamesRadar+           | [ 48 ]          |
| IGN                   | 10/10           |
| Push Square           | 10/10           |
| Shacknews             | 9/10            |
| VG247                 | [ 52 ]          |
| Русскоязычные издания |                 |
| Издание               | Оценка          |
| Gameplay              | [ 53 ]          |
| GoHa.Ru               | Эпично          |
| PlayGround.ru         | 9/10            |
| StopGame.ru           | Изумительно     |
| «Игромания»           | [ 57 ]          |
| «Игры Mail.ru»        | 9/10            |

2 ноября 2022 года было снято эмбарго на публикацию обзоров игры. Согласно агрегатору Metacritic, God of War: Ragnarök получила всеобщее признание критиков.

### Награды и номинации
| Год  | Награда                     | Категория                                               | Результат | Примечание    |
| ---- | --------------------------- | ------------------------------------------------------- | --------- | ------------- |
| 2021 | The Game Awards 2021        | Самая ожидаемая игра года                               | Номинация | [ 59 ]        |
| 2021 | Golden Joystick Awards 2021 | Самая ожидаемая игра года                               | 3-е место |               |
| 2022 | Golden Joystick Awards 2022 | Лучшая актёрская игра (Кристофер Джадж за роль Кратоса) | Номинация | [ 60 ]        |
| 2022 | Golden Joystick Awards 2022 | Игра года                                               | Номинация | [ 60 ]        |
| 2022 | The Game Awards 2022        | Игра года                                               | Номинация | [ 61 ] [ 62 ] |
| 2022 | The Game Awards 2022        | Лучшая игровая режиссура                                | Номинация | [ 61 ] [ 62 ] |
| 2022 | The Game Awards 2022        | Лучшее игровое повествование                            | Победа    | [ 61 ] [ 62 ] |
| 2022 | The Game Awards 2022        | Лучшее визуальное оформление                            | Номинация | [ 61 ] [ 62 ] |
| 2022 | The Game Awards 2022        | Лучший саундтрек                                        | Победа    | [ 61 ] [ 62 ] |
| 2022 | The Game Awards 2022        | Лучшее звуковое оформление                              | Победа    | [ 61 ] [ 62 ] |
| 2022 | The Game Awards 2022        | Лучшая актёрская игра (Кристофер Джадж за роль Кратоса) | Победа    | [ 61 ] [ 62 ] |
| 2022 | The Game Awards 2022        | Лучшая актёрская игра (Санни Салджик за роль Атрея)     | Номинация | [ 61 ] [ 62 ] |
| 2022 | The Game Awards 2022        | Лучшая игра в сфере доступности                         | Победа    | [ 61 ] [ 62 ] |
| 2022 | The Game Awards 2022        | Лучшая приключенческая экшн-игра                        | Победа    | [ 61 ] [ 62 ] |

## Скандалы
После выхода первого трейлера некоторым поклонникам не понравился образ чернокожей йотунши Ангрбоды. 14 сентября 2021 года нарративный директор проекта Мэтт Софос отозвался на жалобы поклонников так: «…Ангрбода в нашей игре — молодая темнокожая женщина. Подавляющее большинство игроков в восторге и думают, что она потрясающе выглядит — и чёрт возьми, это правда. Но крошечный, громогласный клочок Интернета был оскорблен этой идеей»
Также некоторые игроки плохо отреагировали на толстого Тора.
God of War — это наша интерпретация мифологии. Мы рассказываем личную историю на фоне богов, гигантов и т. д. через нашу призму.Мэтт Софос

## Комментарии
1. ↑  Дополнительные разработчики: PlayStation Studios Creative Arts, Bluepoint Games, Valkyrie Entertainment, Red Hot, Super Alloy, Jetpack Interactive, Super Genius, Original Force[1].